# Vrapčarke
Vrapčarke (lat. Passeriformes) su s oko 5400 vrsta najveći red u razredu ptica.

## Izgled
Vrapčarke su u prosjeku u odnosu na druge redove ptica srazmjerno malene. Dužina tijela im se kreće od 8 cm ( neke vrste iz porodice grmuša) pa do 120 cm (iz porodice rajskih ptica ili, poznate još i pod imenom rajčice). Mnoge vrapčarke su selice, samo neke iznimke ostaju cijelu godinu na istom području. Svi mladi su čučavci.

## Ishrana
Vrapčarke se hrane beskralješnjacima ili sjemenjem, ili i jednim i drugim. Od tog pravila su jedine iznimke vrapčarke koje žive u tropskim kišnim šumama. Te se ptice hrane gotovo isključivo voćem. Suprotno njima, svračci su mesožderi. Njihova lovina su veliki kukci i mali kralježnjaci kao, primjerice, gušteri i miševi, koju prije jela pričvrste na trnje. S druge strane, rod krstokljuna iz porodice zeba živi isključivo od sjemenki crnogoričnih biljki. Taj rod je potpuno prilagođen toj vrsti hrane, tako da imaju prekrižen gornji i donji dio kljuna kojim, kao pincetom, vade sjemenke iz šišarki. Brljci ili nazivani još i vodeni kosovi  rone u plitkim i brzim potocima i love kukce, i time spadaju u rijetke vrapčarke koje zalaze u vodu. 
Za manji broj vrsta je poznato, da se u pribavljanju hrane služe alatkama. Tu spada i jedna vrsta poznatih Darwinovih zeba s otočja Galapagos. Te se ptice koriste štapićem ili trnom kaktusa da bi došli do kukaca koji žive u pukotinama kore stabala.

## Sistematika
Podjela vrapčarki nije konačna, i za laika je prilično nerazumljiva. U stručnim krugovima se vrlo kontroverzno raspravlja i prepire oko njihove podjele. Tako razni zoolozi navode različiti broj porodica u ovom redu. Male različitosti među velikim brojem porodica često onemogućuju izričito razlikovanje.

## Porodice

### Podred Tyranni (kreštalice)
- Mravarice (Formicariidae)
- Puzavice (Dendrocolaptidae)
- Krupnokljune (Eurylaimidae)
- Strmorepke (Rhinocryptidae)
- Thamnophilidae
- Oštrokljune (Oxyruncidae)
- Asiti (Philepittidae)
- Novozelandski palčići (Acanthisittidae)
- Conopophagidae
- Kosci (Phytotomidae)
- Pite (Pittidae)
- Kotinge (Cotingidae)
- Manakini (Pipridae)
- Lončarice (Furnariidae)
- Muholovke (Tyrannidae)

### Podred Passeri (pjevice)
- Trnokljune (Acanthizidae)
- Dugorepe sjenice (Aegithalidae)
- Ševe (Alaudidae)
- Lastavičarke (Artamidae)
- Pirgašice (Atrichornithidae)
- Kugare (Bombycillidae)
- Kokaki Callaeatidae, ponekad i Callaeidae
- Gusjenicojedi (Campephagidae)
- Kardinali (Cardinalidae)
- Puzavci (Certhiidae)
- Chloropseidae
- Brljci, često i vodenkosovi (Cinclidae)
- Cinclosomatidae
- Cisticolidae
- Australski puzavci (Climacteridae)
- Corcoracidae
- Vrane (Corvidae)
- Frulašice (Cracticidae)
- Imelašice (Dicaeidae)
- Drongi (Dicruridae)
- Palmašice (Dulidae)
- Strnadice (Emberizidae)
- Estrilde (Estrildidae)
- Zebe (Fringillidae)
- Grallariidae
- Blatašice (Grallinidae)
- Lastavice (Hirundinidae)
- Hypocoliidae
- Vranjci (Icteridae)
- Irene (Irenidae)
- Svračci (Laniidae)
- Muhači (Maluridae)
- Melanocharitidae
- Melanopareiidae
- Medari (Meliphagidae)
- Lirašice (Menuridae)
- Raznopojci (Mimidae)
- Rajske muharice (Monarchidae)
- Pliske (Motacillidae)
- Muharice (Muscicapidae)
- Medosase (Nectariniidae)
- Vuge (Oriolidae)
- Drozdovi prepeličari (Orthonychidae)
- Zviždavke (Pachycephalidae)
- Pardalotidae
- Rajske ptice, često i rajčice (Paradisaeidae)
- Paradoxornithidae
- Sjenice (Paridae)
- Sjeničice (Parulidae)
- Vrapci (Passeridae)
- Petroicidae
- Peucedramidae
- Gologlavke (Picathartidae)
- Pityriasidae
- Obrvuše (Platysteiridae)
- Pletilje (Ploceidae)
- Mušičarke (Polioptilidae)
- Pomatostomidae
- Prionopidae
- Promeropidae
- Popići (Prunellidae)
- Vrtlarice (Ptilonorhynchidae)
- Bulbuli (Pycnonotidae)
- Regulidae
- Sjenice mošnjarke (Remizidae)
- Filipinski puzavci (Rhabdornithidae)
- Rhipiduridae
- Brgljezi (Sittidae)
- Čvorci (Sturnidae)
- Grmuše (Sylviidae)
- Tangare (Thraupidae)
- Tichodromidae
- Drozdalji (Timaliidae)
- Tityridae
- Striježevci (Troglodytidae)
- Drozdovi (Turdidae)
- Urocynchramidae
- Vange (Vangidae)
- Viduidae
- Virei (Vireonidae)
- Bjelooke (Zosteropidae)

## Suvremena podjela
Podredi i porodice
Podred Furnari:
Porodice: Conopophagidae, Dendrocolaptidae, Formicariidae, Furnariidae, Rhinocryptidae, Thamnophilidae.
Podred Tyranni:
Porodice: Cotingidae, Pipridae, Tyrannidae.
Podred Eurylaimi:
Porodice: Eurylaimidae, Philepittidae, Pittidae, Sapayoaidae.
Podred: Corvoidea:
Porodice: Aegithinidae, Artamidae, Campephagidae, Cinclosomatidae, Colluricinclidae, Corcoracidae, Corvidae, Cracticidae, Dicruridae, Eupetidae, Falcunculidae, Laniidae, Machaerirhynchidae, Malaconotidae, Melanocharitidae, Monarchidae, Neosittidae, Oriolidae, Pachycephalidae, Paradisaeidae, Pityriasidae, Platysteiridae, Rhipiduridae, Vangidae i rodovi: Ifrita, Melampitta, Philentoma i Tephrodornis.
podred: Meliphagoidea:
Porodice: Maluridae, Meliphagidae, Pardalotidae.
Podred: Menurae:
Porodice: Atrichornithidae, Menuridae.
Podred: Passerida:
Skupina porodica Muscicapoidea:
Porodice: Bombycillidae, Certhiidae, Cinclidae, Mimidae, Muscicapidae, Polioptilidae, Reguliidae, Rhabdornithidae, Sittidae, Sturnidae, Troglodytidae.
Skupina porodica Passeroidea: Cardinalidae, Chloropseidae, Coerebidae, Dicaeidae, Emberizidae, Estrildidae, Fringillidae, Icterida, Irenidae, Motacillidae, Nectariniidae, Parulidae, Passeridae, Peucedramidae, Ploceidae, Promeropidae, Prunellidae, Thraupidae, Turdidae, Viduidae. nekalsificirani rodovi: Calyptophilus, Catamblyrhynchus, Chlorophonia, Chlorospingus, Chlorothraupis, Euphonia, Habia, Nesospingus, Phaenicophilus, Piranga, Rhodinocichla i Spindalis. Također možda spomenute Philentoma i Tephrodornis.
Skupina porodica Sylvoidea: Aegithalidae, Alaudidae, Cisticolidae, Hirundinidae, Paridae, Pycnonotidae, Remizidae, Sylviidae, Timaliidae, Zosteropidae. Također rodovi: Elminia, Erythrocercus, Neolestes, Nicator; Artisornis, Neomixis, Orthotomus, Poliolais; Chaetops, Horizorhinus, Malia, Modulatrix, Myzornis; Donacobius.
Samostalna porodica Dulidae.
Podred: Acanthisittae:
Porodice: Acanthisittidae.
Samostalne porodice: Acanthizidae, Callaeatidae, Cinclosomatidae, Climacteridae, Cnemophilidae, Dasyornithidae, Orthonychidae, Petroicidae, Picathartidae, Pomatostomidae, Ptilonorhynchidae

## Vanjske poveznice
- Klasifikacija

### Ostali projekti
|  | Wikivrste imaju podatke o taksonu Vrapčarke |